# Luciano Angeloni
Luciano Angeloni (2 décembre 1917 - 9 mai 1996) est un prélat italien de l'Église catholique qui a passé sa carrière au service diplomatique du Saint-Siège.

## Biographie
Luciano Angeloni est né à Port-Maurice, en Italie, le 2 décembre 1917. Il est ordonné prêtre le 18 août 1940.
Pour se préparer à une carrière diplomatique, il entre à l'Académie pontificale ecclésiastique en 1953.
Le 24 décembre 1970, le pape Paul VI le nomme archevêque titulaire de Vibo (de) et pro-Nonce apostolique au Malawi (en) et en Zambie. Il reçoit sa consécration épiscopale le 7 février 1971 des mains du cardinal Paolo Bertoli.
Le 25 novembre 1978, le pape Jean-Paul II le nomme pro-Nonce apostolique en Corée du Sud (en)
Le 21 août 1981, il est nommé nonce apostolique au Liban (en)
Le 31 juillet 1989, il est nommé nonce apostolique au Portugal (en).
Son mandat de nonce prend fin avec la nomination de son successeur, Edoardo Rovida, le 15 mars 1993.
Le 29 novembre 1993, il est nommé consulteur à la Secrétairerie d'État et le 25 janvier 1994, il est nommé membre de la Congrégation pour l'évangélisation des peuples pour un mandat de 5 ans.

## Succession apostolique
Luciano Angeloni a ordonné les évêques suivants :
- Archevêque Adrian Mung'andu (de) (1975)
- Évêque Dennis Harold De Jong (en) (1975)
- Évêque Severinah Abdon Potani (en), O.F.M.Conv. (1977)
- Archevêque Paul Dahdah (de), O.C.D. (1983)